# Györgyi Székely-Marvalics
Györgyi Székely-Marvalics (* 1. Dezember 1924 in Nagykanizsa; † 18. Juli 2002 in Budapest) war eine ungarische Florettfechterin.

## Leben
Györgyi Székely-Marvalics wurde 1959 in Budapest mit der Mannschaft Weltmeister. Zuvor hatte sie 1956 in London mit ihr den dritten Platz belegt. Bei den Olympischen Spielen 1960 in Rom kam sie in den Vorrundenbegegnungen gegen Rumänien und Großbritannien zum Einsatz, die beide gewonnen wurden. Die ungarische Equipe traf nach zwei weiteren Siegen im Finale auf die Sowjetunion, der sie mit 3:9 unterlegen war. Gemeinsam mit Lídia Dömölky-Sákovics, Katalin Juhász, Magda Nyári-Kovács und Ildikó Ujlakiné-Rejtő gewann sie damit die Silbermedaille.
Ihr Onkel Kálmán Marvalits nahm in den 1920er-Jahren zweimal im Diskuswurf an den Olympischen Spielen teil.